# Lepenski Vir

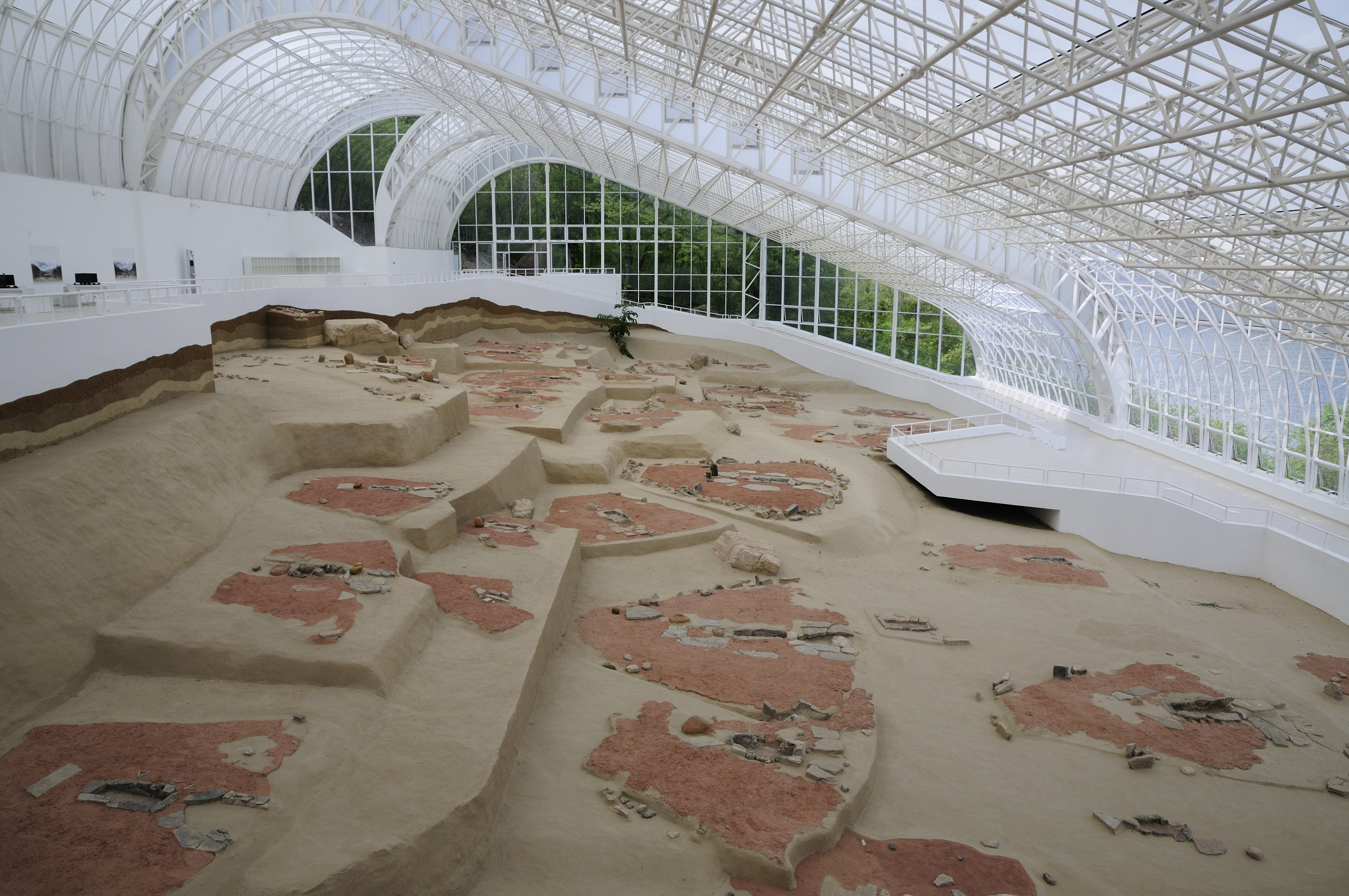
Versetzte Ausgrabungsstätte unter Glasdach.

Lepenski Vir ist eine mittel- und jungsteinzeitliche archäologische Fundstätte auf dem Gebiet der serbischen Gemeinde Majdanpek am Eisernen Tor an der Donau. Erste Siedlungsspuren stammen etwa von 9500 v. Chr., ihren Höhepunkt erreichte die Siedlung zwischen 5300 und 4800 v. Chr.

## Name
Der Name bezeichnet die große Stromschnelle in der Mitte des Eisernen Tores und auch die hufeisenförmige Flussterrasse am Prallhang des rechten Flussufers.

## Lage

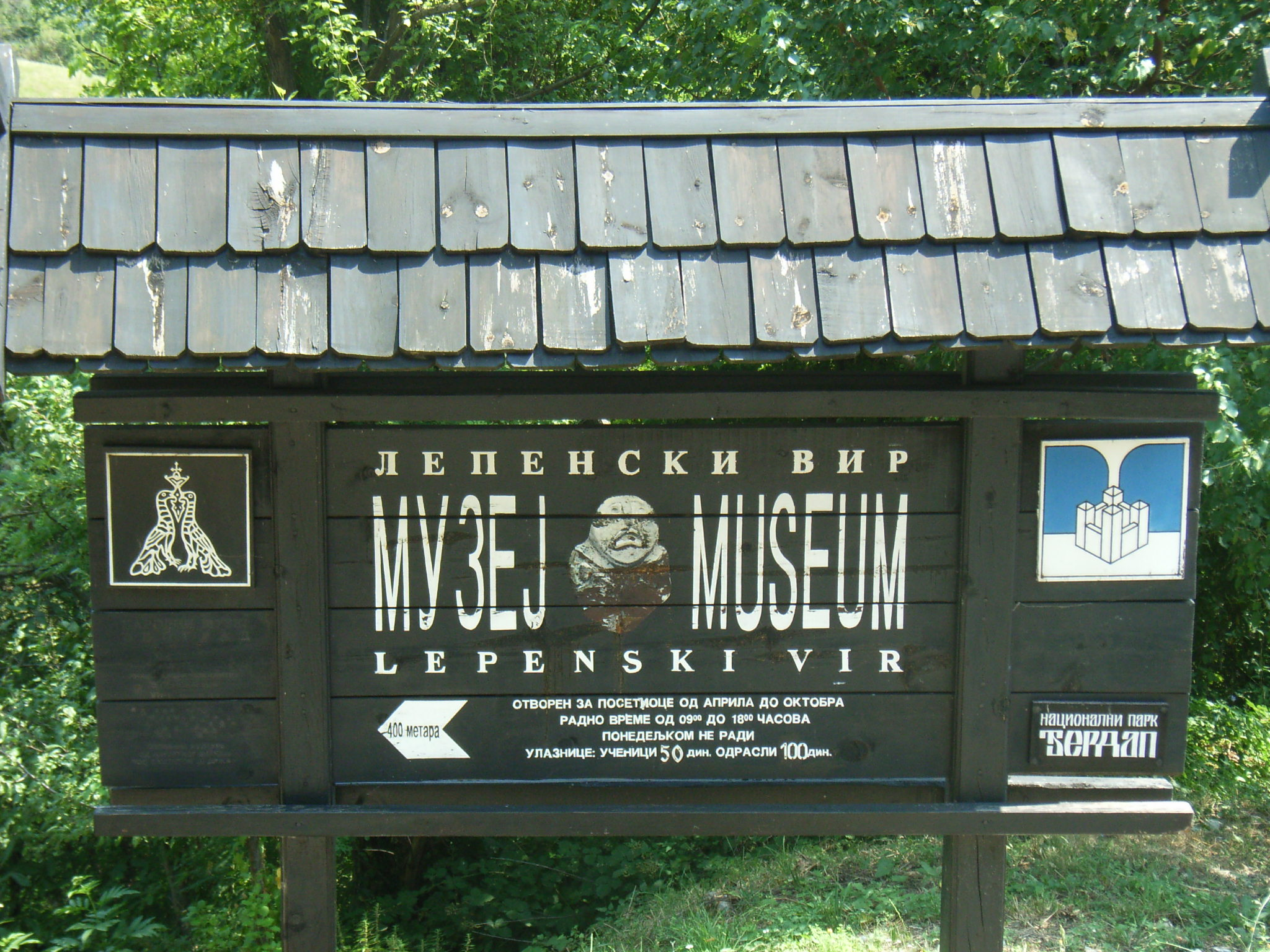
Eingang zur Ausstellung

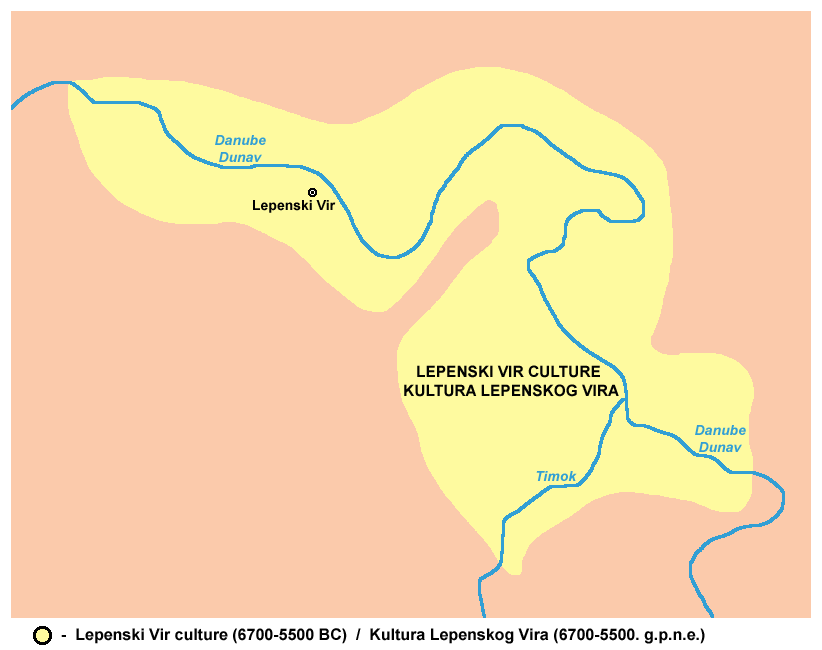
Ausdehnung der Lepenski-Vir-Kultur um 6000 v. Chr.

Lepenski Vir liegt auf einer schmalen Fluss-Terrasse am rechten Ufer der Donau im Eisernen Tor (Đerdap) im Osten Serbiens. Die Terrasse besteht aus paläozoischem Porphyr und ist mit Sandlöss bedeckt. Hinter der Terrasse, die auf der Höhe von 59 bis 66 m ü. A. liegt, steigen die steilen Koršo-Berge aus dem engen Flusstal und erreichen eine Höhe von 250 bis 700 m. Die Berghänge sind mit einem Wald bedeckt, in dem Eiche, Walnuss, Hainbuche und Zürgelbaum die dominierenden Arten bilden.
Am anderen Ufer liegt der Porphyr-Felsen Treskavac (679 m hoch) mit seinem charakteristischen trapezoiden Gipfel. Das enge Tal hat ein sehr mildes, feuchtes Klima ohne klimatische Extreme und bildete während der Eiszeit eine Refugialzone für zahlreiche Baumarten.

## Grabungsgeschichte
Erste Ausgrabungen fanden im Jahr 1965 statt, allerdings wurde die Bedeutung der Fundstelle erst 1967 erkannt, als man die ersten, damals als mittelsteinzeitlich identifizierten Skulpturen entdeckte. Die Ausgrabungen wurden 1971 mit der Verlagerung auf ein etwa 30 Meter höheres Niveau beendet, um die Überflutung durch den zu dieser Zeit gebauten Donau-Staudamms Eisernes Tor I zu verhindern. Den Hauptbeitrag bei der Erforschung der Fundstätte lieferte der Professor der Universität Belgrad Dragoslav Srejović.

## Stratigraphie
Die Siedlung besteht aus mehreren Bauphasen und Horizonten. Srejović identifizierte fünf Phasen in der Besiedelung von Lepenski Vir. Er rechnete die Phasen Ia-e und II zum Mesolithikum, die folgenden zum frühen und mittleren Neolithikum.
| Phasen Lepenski Vir |                      |                         |                                      |                       |
| Phase               | kulturelle Zuordnung | Datierung nach Srejovic | 14C, korrigiert für Hartwassereffekt | kalibriert mit CalPal |
| Proto-Lepenski Vir  | Frühmesolithisch     |                         | >8500 BP                             | >7562±15 cal BC       |
| Lepenski Vir I      | Spätmesolithisch     | 7400 BP                 | 8500–7400 BP                         | 7565–6290 cal BC      |
| Lepenski Vir II     | Endmesolithisch      | 6560 BP                 | 7400–7100 BP                         | 6290–6000 cal BC      |
| Lepenski Vir IIIa   | Frühneolithisch      |                         | 7000–6700 BP                         | 5897–5630 cal BC      |
| Lepenski Vir IIIb   | Frühneolithisch      |                         |                                      |                       |
|                     | Salcuţa              |                         | 5300 BP                              | 4150 ± 66 cal BC      |
|                     | Römisch              |                         |                                      |                       |

## Proto-Lepenski Vir
Die Reste der ersten Siedlungsschicht liegen auf der Dryas-zeitlichen Niederterrasse direkt am Fluss, in unmittelbarer Nähe der eponymen Stromschnelle. Die Siedlung liegt parallel zur Donau. Sie hat eine annähernd elliptische Form, etwa 90 m lang und maximal 12 m breit. Die Siedlung wurde nicht vollständig ausgegraben, da man die Häuser der Phase I an Ort und Stelle beließ.
Es wurden acht Herdstellen ausgegraben. Sie bestehen aus aufrecht gestellten Kalksteinplatten und sind 0,8–1 m lang, 0,2 - 0,25 m breit und 30 cm tief. An ihrer Westseite fand sich eine Konzentration von Siedlungsabfall, die bis etwa 3 m westlich der Herdstelle reicht. Eindeutige Hausspuren wurden nicht gefunden. Vermutlich waren die Strukturen nicht eingetieft. Srejovic (1972, 47) führt Schilfrohr oder Haut als mögliche Baumaterialien an und vermutet einen elliptischen Umriss der zeltartigen Struktur.

### Bestattungen
Aus Proto-LV ist nur eine vollständige Bestattung bekannt. Der Tote lag in einer 1,10 m langen Grube. Der Kopf lag auf der Brust, die Beine waren gespreizt und stark angehockt, die Arme gestreckt, mit den Händen in der Hüftgegend. Beigaben fehlen.
Schädelreste lagen sowohl in den Fundkonzentrationen um die Herdstellen als auch in den sonst sterilen Ablagerungen dazwischen. Im Südosten der Siedlung lag ein einzelner maturer männlicher Kiefer zusammen mit Steingeräten und Fischknochen.

## Lepenski Vir I
Die Kulturschicht ist durchschnittlich 1,5 m dick. Die Siedlung bedeckt etwa 2.000 m2, es wurden 85 Häuser ausgegraben, nicht alle vollständig. Srejovic unterscheidet fünf Bauphasen (Ia-e), doch erfolgte der Neubau der Häuser nicht synchron, was zu einer sehr komplexen Stratigraphie führte. Srejovics Phaseneinteilung ist im Detail nicht immer nachzuvollziehen.
Bis zu fünf Häuser überlagern sich. Zwischen den Fußböden liegen 25–50 cm Sediment.
| Schicht | Zahl der Häuser | Ausmaß in m2           |
| ------- | --------------- | ---------------------- |
| Ia      | 22              | 1.500                  |
| Ib      | 26              | 1.700                  |
| Ic      | 26, 10 neu      | ?                      |
| Id      | 20, 17 neu      | ?                      |
| Ie      | 24              | nicht vollst. ergraben |
| II      | 6               | ?                      |

### Häuser
Die Fußböden bestehen aus schwach gebranntem Kalk und Kies und sind trapezförmig. Die längere Schmalseite ist grundsätzlich gerundet. Entlang des Fußbodens verlief ein etwa 15 cm breites und 10 cm tiefes Fundamentgräbchen, in dem vermutlich hölzerne Balken saßen. Steinbruch diente dazu, diese an Ort und Stelle zu halten. Pfostenlöcher wurden an den Längsseiten und, etwas nach innen gerückt, an der Mitte der gerundeten Seite gefunden. Auch sie enthielten oft Pfostenverkeilungen aus Bruchstein. Die gerundete Seite zeigt fast immer zum Fluss (Ausnahmen bilden die Häuser 36 und 58 in Phase Ia, 26 in Ib, 10 und 49 in Ic). In Phase Ie nimmt die Rundung der Vorderseite deutlich ab, die Grundrisse der Häuser ähneln nun fast echten Trapezen.
Die Herdstellen waren in den Fußboden eingelassen. Sie sind rechteckig und bestanden, wie in Phase Proto-LV aus aufrecht gestellten Steinplatten, die nun allerdings insgesamt größer waren. Die Herdstellen waren 0,6 - 1 m lang, 0,4 m breit und 35–40 cm tief. Oft sind die Herdstellen durch ein Steinpflaster mit der gerundeten Schmalseite verbunden. Hinter der Herdstelle sitzt oft ein gerundeter Felsblock, der bearbeitet sein kann. Dieser bildet nach Srejovic das Zentrum der Behausung. Da der Baugrund anstieg, je weiter er vom Fluss entfernt war, sind die hinteren Bereiche der Häuser oft in den Untergrund eingetieft, bis zu einem Meter im Fall von Haus Nr. 34.
Srejovic nimmt schräge Holzwände und ein Satteldach an. Boric rekonstruiert aufrechte Wände und ein geneigtes Flachdach. Die Rundung der Vorderseite bildete vermutlich eine Art Vorplatz.
Die Häuser sind unterschiedlich groß, zwischen 5,5 und 36 m². In Phase Ic gibt es zwei Miniaturhäuser Nr. 10, 31 mit nur 1,4 und 1,9 m² Grundfläche. Sie enthielten keine Funde, aber die Herdstellen waren benutzt worden. Das größte Haus (Nr. 57 mit 36 m²) stammt aus Phase Ie. Es liegt innerhalb der Siedlung am höchsten.
In Phasen Ib und Ic finden sich in den Häusern „Tische“ und Skulpturen aus Sandstein. Die Tische bestehen aus Sandsteinplatten, die kaum höher sind als der Untergrund. Srejovic sieht sie als ein Merkmal häuslicher Heiligtümer an, sie können aber auch häuslichen Funktionen gedient haben. Ab Phase Id wurden die Herdstellen mit Dreiecken aus roten Sandsteinplatten verziert, die um ihren Rand angeordnet waren (Haus 19). Manchmal lagen sie auch nur an einer (43, 48) oder beiden Längsseiten (4, 12 24, 32, 47) der Herdstelle. Srejovic will diese Strukturen mit menschlichen Unterkiefern verbinden (1972, 121).
Die Häuser der Phase Ie sind weniger sorgfältig konstruiert als die vorhergehenden, ihr Fußböden sind deutlich dünner. Srejovic gibt dieser Phase eine nur kurze Lebensdauer.

### Siedlungsorganisation
Srejovic nimmt einen zentralen „Marktplatz“ an, hinter dem das größte Haus (Nr. 54a in Phase Ia) lag.
In der Phase Id sieht Srejovic eine Aufteilung der Siedlung in zwei Teile, die in Phase Ie wieder aufgehoben wird. Der Siedlungsschwerpunkt verlagerte sich hangaufwärts. In Phase Ie fehlt dieser zentrale Platz.

### Materielle Kultur
In der lithischen Industrie sind Mikrolithen typisch, geometrische Mikrolithen (Trapeze und Dreiecke) sind aber ausgesprochen selten. Neben Feuerstein wurde auch Quarzit verarbeitet. Unter den Utils commun finden sich vor allem Kratzer, auch Endretuschen, grob lateral retuschierte Klingen und schaberartige Geräte kommen vor.
Felsgestein wurde zu Keulenköpfen verarbeitet, die oft mit geometrischen Mustern verziert sind. Sogenannte „Netzgewichte“ haben eine Kerbe in der Mitte. Sie bestehen aus Sandstein. Poliersteine wurden aus Sandstein gefertigt, größere Exemplare aus vulkanischem Gestein. Aus kristallinem Kalkstein wurde Schmuck wie Perlen und Anhänger oder Gürtelschnallen hergestellt.
Keramik kommt in den Häusern 1, 4, 15, 16, 24, 26, 28, 32, 35, 37 46, 47, 54 vor.

### Bestattungen
Ab Phase Ib finden sich Bestattungen in den Häusern, direkt vor oder hinter den Herdstellen als N-S ausgerichtete Strecker. Es finden sich 1–5 Bestattungen pro Haus, Einzelbestattungen sind jedoch selten. Zusätzlich wurden Einzelknochen, wie Kiefer, Schädelteile und Oberschenkelknochen bestattet (Häuser 3, 35, 54, 65). Kinderknochen fehlen völlig, meist gehören die Knochen zu älteren Erwachsenen beiderlei Geschlechts. Die ersten Kinderknochen wurden in Phase Ic gefunden. Sie liegen unter den Fußböden der Häuser 26 und 40 und müssen somit vor dem Bau der Häuser bestattet worden sein. An den Herden werden weiterhin nur Erwachsene bestattet. Mit Phase Ic nimmt die Zahl der Gräber insgesamt ab.
Grabbeigaben sind selten und bestehen meist aus Hirschgeweih. Manchmal wurde auch der gesamte Schädel beigegeben (Häuser 64, 65). Zwei männliche Bestattungen hatten Perlenketten um den Hals. Die Bestattung in Haus 21 (Phase Id) war von einem Wildrinderschädel, einem Hirschschädel und einem Geweih begleitet.
In Haus 65 fand sich auch eine Hundebestattung.
| Alter       | männlich | weiblich |
| ----------- | -------- | -------- |
| adult       | 5        | 11       |
| adult/matur | 9        | 8        |
| matur       | 11       | 5        |
| matur/senil | 7        | 4        |

### Skulpturen
Haus 40 (Phase Ic) wies zwei Skulpturen auf, von denen eine in der SW-Ecke lag, während die zweite in der Herdstelle stand. In der Herdstelle befand sich ein menschlicher Unterkiefer. In einigen Fällen besteht eine Verbindung zwischen Bestattungen und Skulpturen (Haus 63, Phase Ic, Haus 21, Phase Id).

## Lepenski Vir II
Die Kulturschicht ist durchschnittlich 0,5 m dick. Die Schicht ist kulturell homogen und entstand vermutlich in relativ kurzer Zeit. Die Siedlung bedeckte 2.400 m² und erstreckte sich im NW über das frühere Siedlungsgebiet hinaus. Es wurden 44 Hausgrundrisse ergraben, von denen nur sechs komplett sind. Die Siedlungsreste wurden durch die Bauten der Phase III stark zerstört.
Srejovic nimmt einen kompletten Neubau der Siedlung an, nachdem die Bauten der Schicht Ie systematisch abgerissen worden waren. Der Plan der Häuser und der Siedlung entspricht dem in Phase I. Durch die Bauarbeiten der Phase I war der Untergrund erhöht worden und es gab mehr ebene Fläche. Die Häuser werden nun nicht mehr teilweise eingetieft. Dagegen wurde der nun instabile Untergrund vor dem Bau eines neuen Hauses oft durch große Felsblöcke befestigt. Trockenmauern mit einer erhaltenen Höhe von etwa 1 m sollten Erdrutsche verhindern.

### Häuser
Die Häuser dieser Phase wurden römisch durchnummeriert. Sie sind zum Fluss ausgerichtet. Die Hauspläne sind weniger regelmäßig als in Phase I. Die Steinplatten in den Fundamentgräbchen sind immer vertikal ausgerichtet, was auf vertikale Wände hindeutet. Die Hausböden bestanden nun aus großen Steinplatten. Die Herdstellen sind insgesamt kürzer und breiter als früher. In Haus XLIV finden sich die „Steintische“, die in den Phasen Ic und Id gebräuchlich gewesen waren. Es enthielt fünf Steinskulpturen.

### Materielle Kultur
Auch in Phase II kommen noch Mikrolithen vor. Aus Knochen wurden Bohrer, Kratzer und Löffel gefertigt.

### Bestattungen
Neben Bestattungen von Schädeln und Einzelknochen finden sich auch kopflose Skelette (drei in Haus XXXV).

## Lepenski Vir III
Die Kulturschicht ist durchschnittlich 1,2 m dick. Zwischen den Ablagerungen von II und III findet sich keine deutlich ausgeprägte sterile Schicht, woraus Srejovic schließt, dass es keinen größeren Siedlungshiatus gab. Die Schicht wurde durch Srejovic in die Unterphasen a und b eingeteilt. Hier findet sich die flächenmäßig größte Ausdehnung der Siedlung (5.500 m²). Diese Siedlungsschicht ist mit Kieseln und Lehm bedeckt, die von den Hängen der Korso-Berge stammen und vermutlich durch einen katastrophalen Bergrutsch abgelagert wurden.
Sie gehört zu den Phasen Proto-Starcevo und Starcevo I des frühen Neolithikums.

### Häuser
Die Häuser unterscheiden sich radikal von der vorhergehenden Phase. Sie sind elliptisch und oft leicht in den Untergrund eingetieft. Die Häuser waren durchschnittlich 5 × 3 bis 3 × 2 m groß, das größte Haus (D) maß 10 × 4,5 m. Sie waren N-S orientiert. In der Phase IIIB scheinen die Häuser vorwiegend oberirdisch gewesen zu sein, sie sind aber sehr schlecht erhalten.

### Materielle Kultur
Die Keramik gehört zur frühen Starcevo-Kultur, barbotinierte Ware ist häufig. Schwarz-auf-rot bemalte Ware ist dagegen sehr selten. Aus Knochen wurden nun auch Armreife und Gewandnadeln gefertigt.
Ab der Phase IIIB findet sich Obsidian aus dem Bükk-Gebirge, Perlen aus Malachit und Azurit und Schmuck aus Spondylusschalen, die auf Fernhandelsverbindungen hinweisen.

### Bestattungen
Die Bestattungen aus dieser Zeit sind alle Hocker. Sie liegen peripher zu der Siedlung. Die Gräber sind oft von Steinsplittern umgeben oder mit großen Platten abgedeckt (zum Beispiel Grab 7). Es gab keine bevorzugte Orientierung, Teilbestattungen sind selten (Grab 1, 19).

## Römisch
In tiberischer Zeit führte eine Straße über die Terrasse von Lepenski Vir, außerdem wurde ein kleiner Wachturm erbaut, der bis ins 6. Jh. genutzt wurde.

## Skulpturen

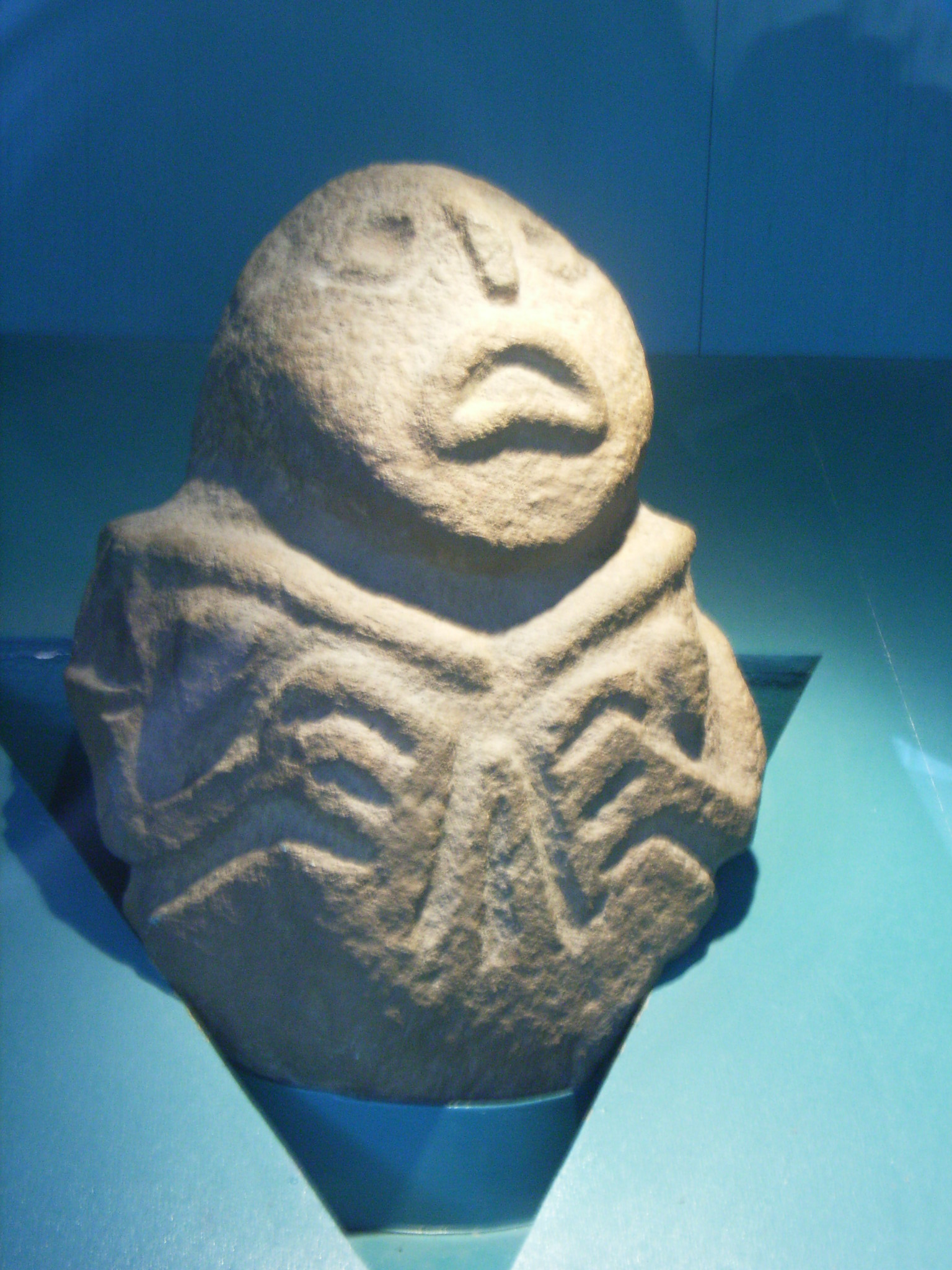
Kopfskulptur aus Lepenski Vir

Alle Skulpturen bestehen aus gelbem, grobkörnigem Sandstein, der vermutlich vom Oberlauf des Boljetinka, aus etwa 10 km Entfernung stammt. Die meisten Kiesel sind 16–30 cm groß, der größte 60 cm. Phase II zeichnet sich durch insgesamt größere Steine aus. Skulpturen sind ab Phase Ib bekannt (10 Stück). Sie stehen gewöhnlich hinter dem Herd. Nicht immer sind sie in situ erhalten, Löcher mit 8 bis 20 cm Durchmesser zeigen den Standort fehlender Skulpturen an. In einigen Häusern (zum Beispiel 3, 29, 62) fanden sich unbearbeitete Steinblöcke in analoger Position.
Srejovic unterscheidet Skulpturen und Altäre, gibt allerdings zu, dass diese Unterscheidung rein formaler Natur ist.
„Altäre“ sind meist flach und weisen eine Vertiefung auf. Skulpturen dagegen sind aus länglichen rundlichen Steinblöcken gefertigt. Die Größe der bearbeiteten Steinblöcke scheint sich nach der Größe der Häuser zu richten.
Srejovic unterscheidet drei Typen von Steinblöcken:
- naturalistische Darstellungen (15 Stück)
- abstrakte „arabeske“ Muster (24 Stück)
- anikonische und semi-anikonische Blöcke (13 Stück)

Alle drei Typen kommen gleichzeitig vor. Häuser 3 und 28 enthalten alle drei Typen.

### „Naturalistische“ Darstellungen
- menschliche Figuren (Haus 3, 28, XLIV) mit stilisiertem Körper
- menschliche Köpfe/Fischköpfe (Haus 24, Phase Id, XLIV, XLIV, Phase II)
- Vulvadarstellungen (Haus 51, Phase Ic)
- Tierköpfe

### Abstrakte Darstellungen
- Achtermuster
- Schlingenmuster
- Mäander
- Spiralen
- Zick-Zack-Muster
- Winkelmuster

15 Figuren stammen aus Schicht II. Die Muster treten hier stärker aus dem Stein hervor.
Von den 30 Altären sind drei als Skulpturen ausgebildet, 10 tragen Ornamente und 17 sind unverziert.
Die Göttin von Capdenac (auch Capdenac-le-Haut) ist ein archäologischer Fund aus der Jungsteinzeit im Département Lot in der Region Okzitanien in Südfrankreich. Trotz der chronologischen Lücke ist die Statue von Capdenac durch Material, Technologie und Stil sehr eng mit zwei der serbischen Statuen verwandt.

## Datierung
Wie die neue Auswertung der Funde durch Borić ergab, sind entgegen der Grabungsergebnisse von D. Srejović auch in den unteren Schichten von Lepenski Vir (Lepenski Vir I) Scherben der Starčevo-Kultur enthalten. Auch Steinbeile und der typische honigfarbene „balkanische“ Flint kommen dort vor. Die Siedlung ist also wohl Ausdruck einer ökonomischen Spezialisierung der örtlichen Starčevo-Bevölkerung, die anderswo vor allem von Ackerbau und Viehzucht lebte. Die 14C-Daten liegen zwischen 6200 und 5400 v. Chr. (kalibriert).
Vergleiche von Menschenknochen mit direkt assoziierten Knochen von Wiederkäuern (Knochenspitzen aus Gräbern in der benachbarten Siedlung von Schela Cladovei) ergaben einen beträchtlichen Altersunterschied. Daraus schloss man, dass ein beträchtlicher Teil der menschlichen Nahrung aus Fisch bestand, der in dieser Gegend auf Grund des Reservoir-Effekts 425 ±55 Jahre „zu alt“ ist. Neuere AMS-Datierungen von Tierknochen fallen in den Zeitraum zwischen 6200 und 5400 v. Chr. (cal.)

## Wirtschaftsweise

Tierknochen nach Siedlungsphasen

Organische Rückstände Lepenski Vir

In den Phasen PLV, I und II finden sich nur die Knochen von Wildtieren und vom Hund. Ab III sind Haustiere häufig. Am zahlreichsten sind Rinder, gefolgt von Schaf/Ziege und Schwein. Hundeknochen sind auffallend häufig, Sandor Bökönyi interpretiert sie als Jagdhunde, vermutlich wurden sie aber auch gegessen. Unter den Wildtierknochen dieser Periode finden sich auch Bewohner offener Landschaften, wie der Hase und der Wildesel, die wohl von außerhalb in die Schlucht gebracht wurden. Auch der Auerochse ist eher für Galeriewälder als für den dichten Bergwald typisch. Gämsen lebten im Neolithikum vermutlich in geringeren Höhenlagen als heute und wurden vermutlich auf den Hängen der Korso-Berge gejagt. 17 Häuser enthalten Hirschschädel. Hier handelt es sich vermutlich nicht um Nahrungsreste, sondern um Jagdtrophäen oder kultische Niederlegungen.
Wichtigster Nahrungsbestandteil war Fisch. Unterhalb der Fundstätte lagen auf einer Strecke von fast 500 m Stromschnellen, die den Fischfang erleichterten. Es wurden Karpfen, Welse und Störe gefangen
Isotopenanalysen zeigen, dass der Anteil von Fisch in der Nahrung im Verlaufe des Neolithikums deutlich abnahm. In den Bestattungen von Lepenski Vir sind drei Gruppen nachzuweisen, die sich nach der Isotopenanalyse von δ13C und δ15N hauptsächlich von Süßwassertieren, gemischt und hauptsächlich von Landtieren ernährten. In den Schichten von LV III und später herrschen die Landtiere vor, im Mesolithikum die Fische, während die Ernährung in der Übergangsphase individuell sehr unterschiedlich war.
Stör wurde durchgängig gefangen, wie entsprechende Grätenfunde belegen.
| Epoche           | Datierung [BP] | Ernährung                             |
| ---------------- | -------------- | ------------------------------------- |
| Frühmesolithikum | älter als 8500 | <60 % Fisch                           |
| Spätmesolithikum | 8500           | <60 % Fisch                           |
| Endmesolithikum  | 7400–7100 BP   | uneinheitlich                         |
| Frühneolithikum  | 7100–6700      | 50–80 % Landtiere                     |
| Spätneolithikum  | 5300           | 50–80 % Landtiere                     |
| Mittelalter      | -              | vor allem Landtiere, verm. Hirse (C4) |

## Weitere Fundstellen
Weitere wichtige früh-neolithische Fundstellen im Gebiet des Eisernen Tores sind Pădina, Schela Cladovei und Vlasac.